# Soum (tỉnh)

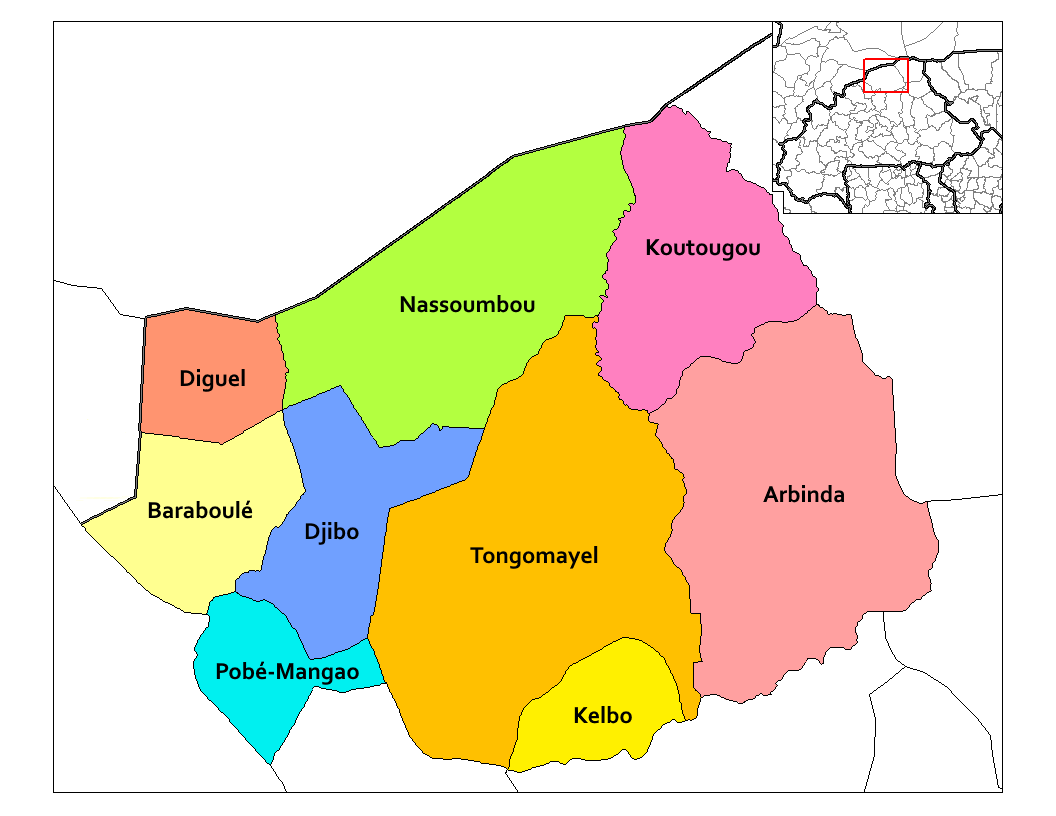
Các tổng của Soum

Soum là một trong 45 tỉnh của Burkina Faso, tọa lạc ở Vùng Sahel.
Tỉnh Soum có diện tích 12.222 km², dân số 253.867 người (ước tính năm 1997), mật độ dân số là 20,8 người/km² 
Thủ phủ của tỉnh Soum là Djibo.
Soum được chia thành 8 tổng:
- Arbinda
- Baraboule
- Diguel
- Djibo
- Koutougou
- Nassoumbou
- Pobe-Mengao
- Tongomayel